# N'Zianouan
N’Zianouan est une localité du sud est de la Côte d'Ivoire et appartenant au département de Tiassalé, dans la Région des Lagunes. La localité de N’Zianouan est un chef-lieu de commune.